# 厄珀島
厄珀島（英語：Upper Island），是南極洲的島嶼，位於葛拉漢地的馬頓灣北部，處於普羅斯佩克特角以西13公里，由英國探險隊繪入地圖和命名，現時由南極條約體系管理。